# وراثة خلطية
الوراثة الخلطية (بالإنجليزية: blending inheritance)‏ هي فكرة اعتقد بها الكثير من علماء الأحياء وغيرهم من الأكاديميين خلال القرن التاسع عشر، قبل اكتشاف علم الوراثة. الوراثة الخلطية لم تكن أكثر من نموذج فرضي واسع الانتشار، ولم تكن نظرية علمية رسمية(لم تقدم ضمن قالب علمي، ولم تنشر في أي دوريات علمية، ولم تنسب إلى أي شخص). اعتُقِد أن السمات الوراثية تتحدد عشوائيا ضمن مجموعة السمات المتناظرة موجودة في الأبوين. كان يعتقد أن طفلا لأب طويل وأم قصيرة، يجب أن يكون طوله عند نقطة ما بين طول أبوه وأمه. ضعف هذه الفكرة كان في الطريقة التي تتطلبت بها من الشخص الوسيط الطول بدوره أن يكون أحد الطرفين اما أطول أو أقصر عندما يتعلق الأمر بأبنائه، وهكذا إلى بقية السلالة. بالتالي في كل عائلة، امكانية التنوع ستميل إلى أن تصبح أضيق مع كل جيل، وكذلك سيحدث لكامل التجمع وفي كل الصفات. إذا كانت الوراثة الخلطية صحيحة في مثال الطول، فان جميع أفراد النوع في النهاية سيستقرون على قيمة طول واحدة لكل الأفراد.
باختصار، «الوراثة الخلطية تتضارب مع حقائق واضحة. إذا كان صحيحا فعلا أن التنوع يختفي، فان كل جيل سيكون متماثل أكثر من الجيل السابق. حتى الآن، كان يجب أن يكون جميع الأفراد متشابهين تشابه المُستَنسَخين.»
بالإضافة لذلك، فشلت الوراث الخلطية في تفسير الكيفية التي تختفي فيها سمة لتعاود الظهور بعد عدة أجيال، دون أن تتغير. مثلا قد تختفي العيون الزرقاء والشعر الأشقر من سلالة عائلة ما لعدة أجيال، لنحصل بعدها على أبوين بنيّا العينين بنيّا الشعر بطفل أزرق العيون أشقر الشعر. إذا كانت الوراثة الخلطية حقيقة فان هذا يجب أن يكون غير ممكن.
الوراثة الخلطية مشابهة للفكرة الحديثة والمنطقية السيادة الناقصة، يخطئ البعض أحيانا باستعمال المصطلحين تبادليا. الا أن السيادة الناقصة تنتج خلط في السمات الظاهرية فقط، وتبقى أليلالألائل المتغايرة متمايزة (وبالتالي قابلة للتوارث في لأجيال اللاحقة)، بينما نظرية الوراثة الخلطية كانت تقترح أن المادة الوراثية نفسها تختلط، أي أن الألائل تخلط مع بعضها لتنتج ألائل جديدة.